# Lista de finais femininas em duplas do Torneio de Roland Garros
Esta é a lista de finais femininas em duplas do Torneio de Roland Garros.
O período 1907–1967 refere-se à era amadora. Disputado apenas por membros do clube francês, a fase nacional, até 1924, é chamada de French National Championship. O torneio se internacionaliza no ano seguinte, tornando-se o French Championships.
O French Open, a partir de 1968, refere-se à era profissional ou aberta.

## Por ano

### Era aberta
| Ano  | Campeãs                                        | Vice-campeãs                              | Resultado      | Piso |
| ---- | ---------------------------------------------- | ----------------------------------------- | -------------- | ---- |
| 2025 | Sara Errani Jasmine Paolini                    | Anna Danilina Aleksandra Krunić           | 6–4, 2–6, 6–1  |      |
| 2024 | Coco Gauff Kateřina Siniaková                  | Sara Errani Jasmine Paolini               | 7–65, 6–3      |      |
| 2023 | Hsieh Su-wei Wang Xinyu                        | Leylah Fernandez Taylor Townsend          | 1–6, 7–65, 6–1 |      |
| 2022 | Caroline Garcia Kristina Mladenovic            | Coco Gauff Jessica Pegula                 | 2–6, 6–3, 6–2  |      |
| 2021 | Barbora Krejčíková Kateřina Siniaková          | Bethanie Mattek-Sands Iga Świątek         | 6–4, 6–2       |      |
| 2020 | Tímea Babos Kristina Mladenovic                | Alexa Guarachi Desirae Krawczyk           | 6–4, 7–5       |      |
| 2019 | Tímea Babos Kristina Mladenovic                | Duan Yingying Zheng Saisai                | 6–2, 6–3       |      |
| 2018 | Barbora Krejčíková Kateřina Siniaková          | Eri Hozumi Makoto Ninomiya                | 6–3, 6–3       |      |
| 2017 | Bethanie Mattek-Sands Lucie Šafářová           | Ashleigh Barty Casey Dellacqua            | 6–2, 6–1       |      |
| 2016 | Caroline Garcia Kristina Mladenovic            | Ekaterina Makarova Elena Vesnina          | 6–3, 2–6, 6–4  |      |
| 2015 | Bethanie Mattek-Sands Lucie Šafářová           | Casey Dellacqua Yaroslava Shvedova        | 3–6, 6–4, 6–2  |      |
| 2014 | Hsieh Su-wei Peng Shuai                        | Sara Errani Roberta Vinci                 | 6–4, 6–1       |      |
| 2013 | Ekaterina Makarova Elena Vesnina               | Sara Errani Roberta Vinci                 | 7–5, 6–2       |      |
| 2012 | Sara Errani Roberta Vinci                      | Maria Kirilenko Nadia Petrova             | 4–6, 6–4, 6–2  |      |
| 2011 | Andrea Hlaváčková Lucie Hradecká               | Sania Mirza Elena Vesnina                 | 6–4, 6–3       |      |
| 2010 | Serena Williams Venus Williams                 | Květa Peschke Katarina Srebotnik          | 6–2, 6–3       |      |
| 2009 | Anabel Medina Garrigues Virginia Ruano Pascual | Victoria Azarenka Elena Vesnina           | 6–1, 6–1       |      |
| 2008 | Anabel Medina Garrigues Virginia Ruano Pascual | Casey Dellacqua Francesca Schiavone       | 2–6, 7–5, 6–4  |      |
| 2007 | Alicia Molik Mara Santangelo                   | Katarina Srebotnik Ai Sugiyama            | 7–65, 6–4      |      |
| 2006 | Lisa Raymond Samantha Stosur                   | Daniela Hantuchová Ai Sugiyama            | 6–3, 6–2       |      |
| 2005 | Virginia Ruano Pascual Paola Suárez            | Cara Black Liezel Huber                   | 4–6, 6–3, 6–3  |      |
| 2004 | Virginia Ruano Pascual Paola Suárez            | Svetlana Kuznetsova Elena Likhovtseva     | 6–0, 6–3       |      |
| 2003 | Kim Clijsters Ai Sugiyama                      | Virginia Ruano Pascual Paola Suárez       | 56–7, 6–2, 9–7 |      |
| 2002 | Virginia Ruano Pascual Paola Suárez            | Lisa Raymond Rennae Stubbs                | 6–4, 6–2       |      |
| 2001 | Virginia Ruano Pascual Paola Suárez            | Jelena Dokić Conchita Martínez            | 6–2, 6–1       |      |
| 2000 | Martina Hingis Mary Pierce                     | Virginia Ruano Pascual Paola Suárez       | 6–2, 6–4       |      |
| 1999 | Serena Williams Venus Williams                 | Martina Hingis Anna Kournikova            | 6–3, 26–7, 8–6 |      |
| 1998 | Martina Hingis Jana Novotná                    | Lindsay Davenport Natalia Zvereva         | 6–1, 7–64      |      |
| 1997 | Gigi Fernández Natasha Zvereva                 | Mary Joe Fernández Lisa Raymond           | 6–2, 6–3       |      |
| 1996 | Lindsay Davenport Mary Joe Fernandez           | Gigi Fernández Natalia Zvereva            | 6–2, 6–1       |      |
| 1995 | Gigi Fernández Natasha Zvereva                 | Jana Novotná Arantxa Sánchez Vicario      | 66–7, 6–4, 7–5 |      |
| 1994 | Gigi Fernández Natasha Zvereva                 | Lindsay Davenport Lisa Raymond            | 6–2, 6–2       |      |
| 1993 | Gigi Fernández Natasha Zvereva                 | Jana Novotná Larisa Savchenko Neiland     | 6–3, 7–5       |      |
| 1992 | Gigi Fernández Natasha Zvereva                 | Conchita Martínez Arantxa Sánchez Vicario | 6–3, 6–2       |      |
| 1991 | Gigi Fernández Jana Novotná                    | Larisa Savchenko Neiland Natalia Zvereva  | 6–4, 6–0       |      |
| 1990 | Jana Novotná Helena Suková                     | Larisa Savchenko Neiland Natalia Zvereva  | 6–4, 7–5       |      |
| 1989 | Larisa Savchenko Neiland Natasha Zvereva       | Steffi Graf Gabriela Sabatini             | 6–4, 6–4       |      |
| 1988 | Martina Navrátilová Pam Shriver                | Claudia Kohde–Kilsch Helena Suková        | 6–2, 7–5       |      |
| 1987 | Martina Navrátilová Pam Shriver                | Steffi Graf Gabriela Sabatini             | 6–2, 6–1       |      |
| 1986 | Martina Navrátilová Andrea Temesvári           | Steffi Graf Gabriela Sabatini             | 6–1, 6–2       |      |
| 1985 | Martina Navrátilová Pam Shriver                | Claudia Kohde–Kilsch Helena Suková        | 4–6, 6–2, 6–2  |      |
| 1984 | Martina Navrátilová Pam Shriver                | Claudia Kohde–Kilsch Hana Mandliková      | 5–7, 6–3, 6–2  |      |
| 1983 | Rosalyn Fairbank Candy Reynolds                | Kathy Jordan Anne Smith                   | 5–7, 7–5, 6–2  |      |
| 1982 | Martina Navrátilová Anne Smith                 | Rosie Casals Wendy Turnbull               | 6–3, 6–4       |      |
| 1981 | Rosalyn Fairbank Tanya Harford                 | Candy Reynolds Paula Smith                | 6–1, 6–3       |      |
| 1980 | Kathy Jordan Anne Smith                        | Ivanna Madruga Adriana Villagran          | 6–1, 6–0       |      |
| 1979 | Betty Stöve Wendy Turnbull                     | Françoise Durr Virginia Wade              | 3–6, 7–5, 6–4  |      |
| 1978 | Mima Jaušovec Virginia Ruzici                  | Gail Chanfreau Lesley Turner Bowrey       | 5–7, 6–4, 8–6  |      |
| 1977 | Regina Maršíková Pam Teeguarden                | Rayni Fox Helen Gourlay Cawley            | 5–7, 6–4, 6–2  |      |
| 1976 | Fiorella Bonicelli Gail Chanfreau              | Kathy Harter Helga Niessen Masthoff       | 6–4, 1–6, 6–3  |      |
| 1975 | Chris Evert Martina Navrátilová                | Julie Anthony Olga Morozova               | 6–3, 6–2       |      |
| 1974 | Chris Evert Olga Morozova                      | Gail Chanfreau Katja Ebbinghaus           | 6–4, 2–6, 6–1  |      |
| 1973 | Margaret Court Virginia Wade                   | Françoise Durr Betty Stöve                | 6–2, 6–3       |      |
| 1972 | Billie Jean King Betty Stöve                   | Winnie Shaw Christine Truman Janes        | 6–1, 6–2       |      |
| 1971 | Gail Chanfreau Françoise Dürr                  | Helen Gourlay Cawley Kerry Harris         | 6–4, 6–1       |      |
| 1970 | Gail Chanfreau Françoise Dürr                  | Rosie Casals Billie Jean King             | 6–1, 3–6, 6–3  |      |
| 1969 | Françoise Dürr Ann Haydon Jones                | Margaret Court Nancy Richey               | 6–0, 4–6, 7–5  |      |
| 1968 | Françoise Dürr Ann Haydon Jones                | Rosie Casals Billie Jean King             | 7–5, 4–6, 6–4  |      |

### Era amadora
| Ano                                                                        | Campeãs                                              | Vice-campeãs                                         | Resultado       | Piso |
| -------------------------------------------------------------------------- | ---------------------------------------------------- | ---------------------------------------------------- | --------------- | ---- |
| 1967                                                                       | Gail Chanfreau Françoise Dürr                        | Annette Van Zyl DuPlooy Pat Walkden                  | 6–2, 6–2        |      |
| 1966                                                                       | Margaret Court Judy Tegart Dalton                    | Jill Blackman Fay Toyne                              | 4–6, 6–1, 6–1   |      |
| 1965                                                                       | Margaret Court Lesley Turner Bowrey                  | Françoise Durr Jeanine Lieffrig                      | 6–3, 6–1        |      |
| 1964                                                                       | Margaret Court Lesley Turner Bowrey                  | Norma Baylon Helga Schultze                          | 6–3, 6–1        |      |
| 1963                                                                       | Ann Haydon Jones Renee Schuurman Haygarth            | Margaret Court Robyn Ebbern                          | 7–5, 6–4        |      |
| 1962                                                                       | Sandra Reynolds Price Renee Schuurman Haygarth       | Justina Bricka Margaret Court                        | 6–4, 6–4        |      |
| 1961                                                                       | Sandra Reynolds Price Renee Schuurman Haygarth       | Maria Esther Bueno Darlene Hard                      | w.o.            |      |
| 1960                                                                       | Maria Esther Bueno Darlene Hard                      | Ann Haydon Jones Pat Ward Hales                      | 6–2, 7–5        |      |
| 1959                                                                       | Sandra Reynolds Price Renee Schuurman Haygarth       | Yola Ramírez Ochoa Rosie Reyes                       | 2–6, 6–0, 6–1   |      |
| 1958                                                                       | Yola Ramírez Ochoa Rosie Reyes Darmon                | Mary Bevis Hawton Thelma Coyne Long                  | 6–4, 7–5        |      |
| 1957                                                                       | Shirley Bloomer Brasher Darlene Hard                 | Yola Ramírez Ochoa Rosie Reyes                       | 7–5, 4–6, 7–5   |      |
| 1956                                                                       | Angela Buxton Althea Gibson                          | Darlene Hard Dorothy Head Knode                      | 6–8, 8–6, 6–1   |      |
| 1955                                                                       | Beverly Baker Fleitz Darlene Hard                    | Shirley Bloomer Brasher Pat Ward Hales               | 7–5, 6–8, 13–11 |      |
| 1954                                                                       | Maureen Connolly Brinker Nell Hall Hopman            | Maude Galtier Suzanne Schmitt                        | 7–5, 4–6, 6–0   |      |
| 1953                                                                       | Shirley Fry Irvin Doris Hart                         | Maureen Connolly Brinker Julie Sampson Haywood       | 6–4, 6–3        |      |
| 1952                                                                       | Shirley Fry Irvin Doris Hart                         | Hazel Redick–Smith Julie Wipplinger                  | 7–5, 6–1        |      |
| 1951                                                                       | Shirley Fry Irvin Doris Hart                         | Beryl Barlett Barbara Scofield Davidson              | 10–8, 6–3       |      |
| 1950                                                                       | Shirley Fry Irvin Doris Hart                         | Louise Brough Clapp Margaret Osborne duPont          | 1–6, 7–5, 6–2   |      |
| 1949                                                                       | Louise Brough Clapp Margaret Osborne duPont          | Joy Gannon Betty Hilton                              | 7–5, 6–1        |      |
| 1948                                                                       | Patricia Canning Todd Doris Hart                     | Mary Arnold Prentiss Shirley Fry Irvin               | 6–4, 6–2        |      |
| 1947                                                                       | Louise Brough Clapp Margaret Osborne duPont          | Patricia Canning Todd Doris Hart                     | 7–5 6–2         |      |
| 1946                                                                       | Louise Brough Clapp Margaret Osborne duPont          | Pauline Betz Addie Doris Hart                        | 6–4 0–6 6–1     |      |
| 1945                                                                       | Paulette Fritz Simone Iribarne Lafargue ‡‡           | Simonne Mathieu Myrtil Brunnarius                    | 6–3, 6–1        |      |
| 1944                                                                       | Genevieve Grosbois Claude Manescu ‡‡                 |                                                      |                 |      |
| 1943                                                                       | Alice Weiwers Cosette St. Omer Roy ‡‡                | Genevieve Grosbois Claude Manescu                    | 3–6, 9–7, 7–5   |      |
| 1942                                                                       | Alice Weiwers Cosette St. Omer Roy ‡‡                | Yvonne Kleindel Paulette Melleno                     | 6–3, 2–6, 6–4   |      |
| 1941                                                                       | Alice Weiwers Cosette St. Omer Roy ‡‡                | Aimee Charpenal Jacqueline Vivers                    | 6–3, 6–4        |      |
| Torneio não realizado em 1940, devido à Segunda Guerra Mundial.            |                                                      |                                                      |                 |      |
| 1939                                                                       | Jadwiga Jędrzejowska Simone Mathieu                  | Alice Florian Hella Kovac                            | 7–5, 7–5        |      |
| 1938                                                                       | Simone Mathieu Billie Yorke                          | Nelly Adamson Arlette Halff                          | 6–3, 6–3        |      |
| 1937                                                                       | Simone Mathieu Billie Yorke                          | Dorothy Andrus Sylvie Jung Henrotin                  | 3–6, 6–2, 6–2   |      |
| 1936                                                                       | Simone Mathieu Billie Yorke                          | Jadwiga Jędrzejowska Susan Noel                      | 2–6, 6–4, 6–4   |      |
| 1935                                                                       | Margaret Scriven-Vivian Kay Stammers                 | Ida Adamoff Hilde Krahwinkel Sperling                | 6–4, 6–0        |      |
| 1934                                                                       | Simone Mathieu Elizabeth Ryan                        | Helen Hull Jacobs Sarah Palfrey Cooke                | 3–6, 6–4, 6–2   |      |
| 1933                                                                       | Simone Mathieu Elizabeth Ryan                        | Sylvie Jung Henrotin Colette Rosambert               | 6–1, 6–3        |      |
| 1932                                                                       | Elizabeth Ryan Helen Wills Moody                     | Eileen Bennett Whittingstall Betty Nuthall Shoemaker | 6–1, 6–3        |      |
| 1931                                                                       | Eileen Bennett Whittingstall Betty Nuthall Shoemaker | Cilly Aussem Elizabeth Ryan                          | 9–7, 6–2        |      |
| 1930                                                                       | Elizabeth Ryan Helen Wills Moody                     | Simone Barbier Simone Mathieu                        | 6–3, 6–1        |      |
| 1929                                                                       | Kornelia Bouman Lilí de Álvarez                      | Bobbie Heine Alida Neave                             | 7–5, 6–3        |      |
| 1928                                                                       | Eileen Bennett Whittingstall Phoebe Holcroft Watson  | Suzanee Deve Sylvia Lafaurie                         | 6–0, 6–2        |      |
| 1927                                                                       | Irene Bowder Peacock Bobbie Heine                    | Phoebe Holcroft Watson Peggy Saunders                | 6–2, 6–1        |      |
| 1926                                                                       | Suzanne Lenglen Julie Vlasto                         | Evelyn Colyer Kitty McKane Godfree                   | 6–1, 6–1        |      |
| 1925                                                                       | Suzanne Lenglen Julie Vlasto                         | Evelyn Colyer Kitty McKane Godfree                   | 6–1, 9–11, 6–2  |      |
| 1924                                                                       | Marguerite Billout Yvonne Bourgeois ‡                | Germaine Golding Jeanne Vaussard                     | 6–3, 6–3        |      |
| 1923                                                                       | Suzanne Lenglen Didi Vlasto ‡                        | Helene Contostavlos Speranza Wyns                    | 6–1, 6–0        |      |
| 1922                                                                       | Suzanne Lenglen Geramine Pigueron ‡                  | Marie Conquet Marie Danet                            | 6–3, 6–1        |      |
| 1921                                                                       | Suzanne Lenglen Geramine Pigueron ‡                  | Marguerite Billout Suzanne Deve                      | 6–2, 6–1        |      |
| 1920                                                                       | Elisabeth d'Ayen Suzanne Lenglen ‡                   | Germaine Golding Jeanne Vaussard                     | 6–1, 6–1        |      |
| Torneio não realizado entre 1915 e 1919, devido à Primeira Guerra Mundial. |                                                      |                                                      |                 |      |
| 1914                                                                       | Blanch Amblard Suzanne Amblard ‡                     | Germaine Golding Suzanne Lenglen                     | 6–4, 8–6        |      |
| 1913                                                                       | Blanch Amblard Suzanne Amblard ‡                     |                                                      |                 |      |
| 1912                                                                       | Jeanne Matthey Daisy Speranza ‡                      |                                                      |                 |      |
| 1911                                                                       | Jeanne Matthey Daisy Speranza ‡                      |                                                      |                 |      |
| 1910                                                                       | Jeanne Matthey Daisy Speranza ‡                      |                                                      |                 |      |
| 1909                                                                       | Jeanne Matthey Daisy Speranza ‡                      |                                                      |                 |      |
| 1908                                                                       | Kate Fenwick Cecile Matthey ‡                        |                                                      |                 |      |
| 1907                                                                       | Yvonne de Pfoeffel Adine Masson ‡                    |                                                      |                 |      |

Pisos: 
      Duro 
      Saibro 
      Grama 
      Carpete 
| Legenda |
| ‡ Edição reservada a jogadores franceses ou residentes em França. Não reconhecido como Torneio do Grand Slam pela Federação Internacional de Ténis.                                              |
| ‡‡ Torneio não realizado entre 1940 e 1945, devido à Segunda Guerra Mundial. Não reconhecido como Torneio do Grand Slam pela Federação Internacional de Tênis. Para mais, veja Tornoi de France. |